# Río Francia
El Francia es un río afluente del Alagón por su margen derecha, en la provincia de Salamanca, Castilla y León, España.
Nace en la Peña de Francia (Sierra de Francia) y tras recorrer unos 25 km desemboca en el río Alagón.
Recibe el agua del Arromilano y del Arroyo de San Benito.

## Recorrido
El río Francia pasa muy cerca de los núcleos de población de Las Casas del Conde, Miranda del Castañar, Cepeda y Sotoserrano.
En su cauce todavía se encuentran viejos molinos que en algún caso molieron hasta mediados del siglo XX; algunos en ruinas y otros con nuevos usos. También encontramos puentes centenarios y un monumento industrial: la central eléctrica que fue construida en 1909 en su margen derecha, concretamente en el monte Peñalbo y que en su día abasteció de electricidad a 22 pueblos de la Sierra de Francia.
Hace años sus aguas albergaron truchas (hubo un famoso campeonato de pesca en La Regajera) y otras especies piscícolas. Hoy en día, por la contaminación reinante debido a aguas que son vertidas, en muchos casos, sin depurar, ha disminuido la cantidad de especímenes.
Los habitantes de los pueblos cercanos usaban los charcos de su cauce para el baño; el charco de la Mierla en San Martín, el Maroto en Miranda del Castañar, la Callejina en Cepeda.